# Descendants 2
Descendants 2 (titulada: Descendientes 2 en Hispanoamérica y Los descendientes 2 en España) es una película original de Disney Channel que se estrenó el 21 de julio de 2017  en Estados Unidos en 6 canales simultáneamente como lo son Disney Channel, Disney XD, Lifetime, Lifetime Movies, Freeform y ABC alcanzando 21 millones de seguidores, y el 20 de agosto en Latinoamérica por Disney Channel. Es la secuela de la película de 2015 Descendants, siendo la segunda entrega la franquicia. La película está dirigida por Kenny Ortega y protagonizada por Dove Cameron, Cameron Boyce, Sofia Carson, Booboo Stewart, y la participación antagónica de China Anne McClain.
El primer avance fue lanzado en julio de 2017 en el canal oficial de YouTube de Disney Channel.
En la noche de su estreno la película fue vista por 13.2 millones de espectadores.
La película se estrenó en Latinoamérica por Disney Channel y Disney XD el 20 de agosto de 2017 y en España por Disney Channel el 6 de octubre de 2017.

## Trama
Seis meses después de convertirse en ciudadana de Auradon, Mal lucha con su nueva vida de celebridad como la novia del rey Ben, tratando de parecer la típica princesa, tiñendo su cabello de rubio y dejando atrás su estilo de villana, se ha vuelto una celebridad, sin embargo, su esfuerzo por parecer la chica perfecta la empieza a cansar y la hace dudar de su vida en Auradon, sin embargo, sus amigos Jay, Carlos e Evie se muestran felices por lo que tienen ahora. 
Evie, que ahora es una gran diseñadora, se encarga de los vestidos del próximo baile real, incluyendo el de Mal. Evie descubre a Mal utilizando magia para resolver uno de sus muchos asuntos reales, a lo cual ella la regaña por su uso excesivo de magia utilizada por el libro de hechizos de Maléfica, diciéndole  que el libro debe estar en el Museo de Historia Cultural al igual que el Espejo de la Reina Malvada, sin embargo, Mal no hace caso.
Carlos, nervioso de decirle sus sentimientos a Jane (hija del Hada Madrina), le pide a Mal ayuda, a lo que ella le hace un caramelo hechizado que le hará decir todo lo que siente. Sin embargo, Dude ("Chico" en Hispanoamérica; "Colega" en España), el perro de Carlos, se lo termina comiendo y obtiene la capacidad de hablar como una persona, lo cual sorprende a ambos.
Jay, ahora líder del equipo de esgrima del colegio, en un entrenamiento descubre las habilidades de combate de Lonnie (hija de Mulán). Chad (hijo de Cenicienta) se burla de ella, diciéndole a Jay que no puede dejarla entrar porque el reglamento dice que el equipo sólo puede ser constituido de un capitán y 8 hombres, algo que indigna a Lonnie.
En la Isla de los Perdidos, Uma, hija de Úrsula, y antigua enemiga de Mal, siente rabia  por la vida perfecta de Mal, y también se siente resentida por no ser elegida por Ben para ir a Auradon.
Ben, le da una sorpresa a Mal, regalándole una motocicleta morada. Mal le dice que ella no le trajo nada, sin embargo Ben le recuerda que ese día iban a ir a un día de campo, algo que Mal olvida por completo, por lo que decide utilizar nuevamente su libro de hechizos para hacer la comida de forma más rápida. Durante la salida de ambos, Ben descubre el libro en la cesta, a lo cual le reprocha a Mal su uso de magia en todo, diciéndole que ella ya no está en la Isla de los Perdidos. Esto enfada a Mal, y le dice que él la ve como una perfecta princesa cuando en realidad no lo es. Enojada, rompe el hechizo de la comida y se marcha.
Ya en su habitación, Mal se pone nuevamente su traje de villana, toma a su madre (quien todavía es una lagartija), la mete a una cajita y se la lleva con ella. Mal toma la moto y se dirige a la costa, utiliza un hechizo en la moto para que esta pueda andar en el agua, y con eso llega a la Isla de los Perdidos. 
Mal va con Dizzy, hija de Drizella, nieta de Lady Tremaine y amiga de Evie a su salón de belleza. Dizzy vuelve a teñir el cabello de Mal a morado y le da un nuevo aspecto. Sin embargo, antes de irse, Harry, el hijo de Garfio y aliado de Uma descubre que Mal regresó a la isla, por lo que va a informar a Uma.
Evie descubre que Mal dejó Auradon e informa a Ben, por lo que los dos junto con Jay y Carlos deciden ir a la isla a buscarla, ya ahí, los hijos villanos le enseñan a Ben a actuar como un villano para no ser reconocido. Aun así, Gil, hijo de Gastón y también aliado de Uma le informa de la presencia de Ben en la isla y de los demás amigos de Mal.
Los chicos llega a un escondite que es donde Mal se encuentra viviendo, Ben sube a disculparse con Mal, y quiere darle el anillo que ella le devolvió antes de regresar a la isla. Pero ella no quiere regresar, diciendo que ella es una villana y no una princesa, y que lo hace pensando en el bienestar de Ben y de Auradon. Ben, con el corazón roto, sale del escondite, les cuenta esto a los chicos y se separa del grupo, cosa que aprovechan los secuaces de Uma para capturarlo y llevarlo a su barco. Harry les dice a los chicos que informen a Mal de esto y que si quieren verlo de nuevo, que vaya sola al Bar de Comida de Úrsula. La chica, al no tener más opciones, se dirige al lugar.
Ahí, Uma se burla de la vida de Mal en Auradon. Mal insiste en que deje a Ben fuera de sus pleitos, Uma le propone un pulso, diciendo que si gana, Ben se irá. Mal empieza a tener ventaja, sin embargo, Uma le dice que si pierde le dará la Varita Mágica a cambio de Ben, lo cual distrae a Mal y Uma aprovecha para vencerla. Ella le dice que le dé la varita o arrojará a Ben al océano.
Los chicos, al querer proteger Auradon y salvar a Ben, deciden utilizar la impresora 3D de Carlos y Jay para hacer una copia de la varita, mientras Evie y Mal hacen bombas de humo para poder usarlas como distracción, sin embargo, cuando Jay y Carlos se disponen para regresar a la isla después de imprimir la varita, Lonnie llega con varias espadas, ya que escucha hablando de que Ben fue capturado, amenaza a los chicos y ellos se la llevan a la isla para que los ayude, Dude los sigue y se sube a escondidas a la limusina.
En el puerto, Uma se sorprende al ver la varita, sin embargo, sabiendo que Mal es muy buena engañando, le pide pruebas para saber si la varita es real. Mal utiliza a Dude, sabiendo de su capacidad de hablar, finge hechizarlo para que hable, lo que engaña a Uma, haciendo que entregue a Ben y Mal le da la copia. Sin embargo, Uma se da cuenta del engaño al probar la varita y comienza una pelea de espadas entre los piratas y los chicos de Auradon. Utilizando las bombas de humo, logran escapar a la limusina, ahí, Ben le dice a Mal que Uma solo está resentida por no ser escogida para ir a Auradon y que no le tiene resentimiento por su captura. Sin embargo, a Mal se le cae su libro de hechizos y lo deja en la isla.
Ya en Auradon, la relación de Mal y Ben continúa rota, y Mal le dice a sus amigos que ella no quiere seguir fingiendo que es la chica perfecta, a lo que sus amigos le dicen que no lo sea, que a pesar de vivir en Auradon, la Isla de los Perdidos siempre será parte de ellos.
Carlos finalmente le pide a Jane que vaya al baile con él, a lo que ella acepta y Jay decide arreglar las cosas con Lonnie, nombrándola capitana del equipo y así incluirla sin romper las reglas.
Más tarde, durante el baile, que se celebra en un lujoso barco, Ben sorprende a todos llegando al baile con Uma, afirmando que la ama, algo que entristece a Mal. Pero Jane revela un regalo sorpresa que Ben tenía para Mal, un hermoso vitral con la imagen de ambos y con Mal en su estilo original, dándose cuenta de que Ben la ama por como ella es y no por lo que pretende ser. Uma le dice a Ben que le revele su regalo para ella, a lo que él dice que derribará la barrera y permitirá que los villanos invadan Auradon. Bestia y el Hada Madrina tratan de hacerlo entrar en razón, pero Ben les responde de una manera furiosa y gritando, algo que extraña a Mal. Pero ella se da cuenta de que todo se debe a un encantamiento que Uma le lanzó a Ben utilizando el libro de Mal. Ella le dice a Ben que lo ama pero que sus propias inseguridades no le permitían decírselo y después lo besa, lo que rompe el hechizo, Uma intenta hacerse con la varita pero viéndose acorralada, se lanza al agua y utilizando el collar de su madre se transforma en una cecaelia (mitad pulpo, mitad humana) gigante y comienza atacar el barco.
Mal, enfurecida, se transforma en dragón, igual que su madre y comienza una batalla con Uma. Ben se interpone tirándose al mar para detener la batalla, y le ofrece a Uma vivir en Auradon, pero ella simplemente le devuelve el anillo y se aleja. Ben regresa al barco y Mal se vuelve a transformar en humana, haciendo que su vestido amarillo se tornara morado después de la transformación. Ben y Mal se reconcilian y se vuelven a besar.
Uno de los trabajadores del barco le da el libro de hechizos a Mal, diciendo que lo encontró en el muelle que Uma lo tenía. Mal se lo entrega al Hada Madrina quien se lo lleva al Museo de Historia Cultural para guardarlo, Mal reanuda su vida en Auradon y su relación con Ben.
En una escena a mitad de créditos, un mensajero de Ben llega a darle una invitación a Dizzy para vivir en Auradon a lo que ella reacciona emocionada. En otra escena poscréditos, Uma vuelve a parecer aún en su forma de pulpo, diciendo que la historia no ha terminado.

## Reparto
- Dove Cameron como Mal.
- Sofia Carson como Evie.
- Cameron Boyce como Carlos De Vil.
- Booboo Stewart como Jay.
- Mitchell Hope como Rey Ben.
- China Anne McClain como Uma.
- Brenna D'Amico como Jane.
- Melanie Paxson como el Hada Madrina.
- Bobby Moynihan como la voz de Dude ("Chico" en Hispanoamérica; "Colega" en España).
- Thomas Doherty como Harry Hook.
- Dylan Playfair como Gil.
- Dianne Doan como Lonnie.
- Jedidiah Goodacre como Chad Charming.
- Zachary Gibson como Doug.
- Anna Cathcart como Dizzy Tremaine.
- Dan Payne como el Rey Bestia.
- Keegan Connor Tracy como la Reina Bella.
- Whoopi Goldberg como la voz de Úrsula.

## Producción

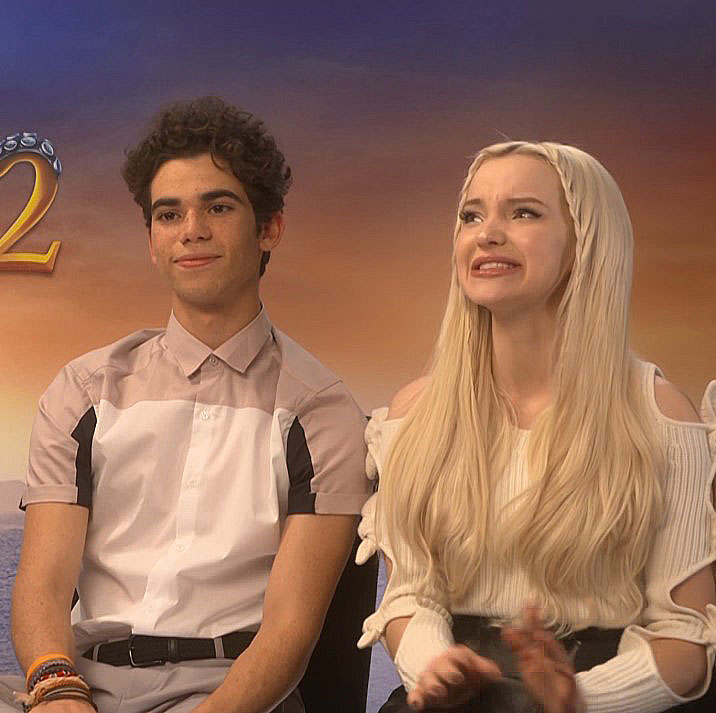
Cameron Boyce y Dove Cameron hablando sobre Descendants 2

### Desarrollo
En la Expo D23 2015, Disney anunció que había dado luz verde a la segunda parte de Descendants. Deadline.com informó que Parriott y McGibbon volverían como guionistas y Tracey Jeffrey, Judy Taylor, Josann McGibbon, Sara Parriott y Kenny Ortega como los productores ejecutivos y este último nuevamente como el director.

### Elenco
El 10 de junio de 2017, se informó que China Anne McClain además de haber realizado dos canciones para la banda sonora de la primera película, y haber realizado la voz de Freddie, la hija del Dr. Faciller (de La Princesa y el Sapo) en la serie animada Descendants: Wicked World, se había unido al elenco principal como Uma, la hija de Úrsula. En julio de 2017, se anunció que Thomas Doherty interpretaría el papel de Harry, el hijo del Capitán Garfio. Posteriormente, se reveló que Sarah Jeffery no regresaría a la secuela, mientras que Brenna D'Amico, Dianne Doan, Jedidiah Goodacre y Zachary Gibson fueron confirmados en sus respectivos papeles. En julio, Entertainment Weekly informó que Dylan Playfair fue fichado para formar parte del elenco principal en el papel de Gil, el hijo de Gastón.

## Secuela
Desde el final de esta película, hubo rumores acerca de una tercera parte que se estrenará en el 2019 con el nombre Descendants 3. El 16 de febrero de 2018, durante la transmisión de la nueva película original Disney Channel Z-O-M-B-I-E-S, el canal anunció que está desarrollando la tercera parte de la saga y que se estrenará en el verano de 2019.

## Under the Sea: A Descendants Short Story
Es un cortometraje secuela de Descendientes 2, que presenta a Mal y Uma en "un enfrentamiento épico bajo el agua", fue lanzado el 28 de septiembre de 2018 en Estados Unidos.
En España es conocida como Bajo el mar: Una historia de Los Descendientes y fue estrenado el 6 de octubre de 2018. En Latinoamérica es conocida como Bajo el mar: Descendientes 2.5 y fue estrenada el 31 de octubre de 2018.
El corto dura 9 minutos e incluye la canción "Stronger" interpretada por Mal y Uma, que es un reboot de la canción homónima de Kelly Clarkson.

### Sinopsis
Después de los sucesos ocurridos en Descendants 2, Auradon queda abrumado tras la llegada de algunos villanos al reino, como lo es Uma, la hija de Úrsula. Entonces, Mal puede ir con facilidad hasta la isla de los perdidos, donde se encontraba antes Dizzy, la nieta de Lady Tremaine y una casi hermana para Evie. En el transcurso de ir y venir, Mal comienza a ser llamada por una voz que se le hace bastante conocida y, perdida en sus pensamientos, termina accidentalmente chocando con Dizzy, quien, por unos minutos en una fantasía de Mal, termina siendo poseída por Uma. Haciendo que estas dos peleen, Mal se arroja al agua y es perseguida por Uma.
Al salir, Mal es despertada por Dizzy, quien le dice que fue todo un sueño. Mal le dice que salgan, ya que presiente que existe peligro en el camino, ambas se van a Auradon y Uma les advierte a través del collar de Ursula que el peligro irá tras Mal. Esta está relacionada con Descendants 3.

### Elenco
- Dove Cameron como Mal, la hija de Maléfica.
- China Anne McClain como Uma, la hija de Úrsula.
- Anna Cathcart como Dizzy Tremaine, la hija de Drizella Tremaine.
- Thomas Doherty como Harry Hook, el hijo del Capitán Garfio.
- Dylan Playfair como Gil, el hijo de Gastón.